# Соня Чакърова
Соня Георгиева Чакърова е българска народна певица от Северняшката фолклорна област, телевизионен водещ и режисьор.

## Биография
Соня Георгиева Чакърова е родена в Монтана на 18 май 1981 г. От 5 годишна се занимава с музика, като започва да изучава солфеж и акордеон. От 8 годишна пее в народен хор, както и в хор за школувано пеене. Средното си образование завършва в Монтана в паралелка с разширено изучаване на музика и народно пеене. През това време, като солов изпълнител и солист на народния хор на училището, пее на много концерти в околността и страната. Веднага след завършване на средното си образование, след приемни изпити е приета в АМТИИ гр.“Пловдив“ със специалност „Дирижиране на народни състави“ и втора специалонст „Изпълнителско изкуство – народно пеене“. След 5 годишно обучение завършва като магистър по дирижиране. Още като студентка 1-ви курс се явява на конкурс и е приета на работа като артист – хорист в хора на Ансамбъл „Тракия“ гр. Пловдив, където работи почти до края на следването си. С Ансамбъл „Тракия“ изнася редица концерти в България и чужбина. В същия период участва и в други по-камерни формации, както и в представителния хор на Академията с диригент проф. Василка Спасова. Участва в записи на музика към спектакли и други проекти на чужденци.
През 2003 година след прослушване – конкурс е приета като певица – хорист в хор „Космически гласове на България“ с диригент Ваня Монева. В този състав пее и до този момент. С хор „Космически гласове“, от скоро преименуван на хор „Ваня Монева“, изнася множество концерти в България и по света – Австрия, Белгия, Индия, Китай, Италия, Япония, Белгия и др. Участва в безброй проекти – фолклор, джаз, етно, класика и много записи на филмова музика. В същото време има самостоятелни концерти като певица по сцени и събори , записи в Българско национално радио, водеща на събития и чествания свързани с фолклора.
От 2006 година работи като водещ на телевизионно предаване и режисьор. Като режисьор има над 200 заснети видеоклипа на фоклорни изпълнители, както и няколко музикални филма и филми свързани с обичаите на българите. Паралелно с всичко това, развива и своята преподавателска дейност с деца и възрастни. От 2016 година работи в дует с народния певец Димитър Аргиров, като с него изпълнява и народни песни от Македонската фолклорна област. Пo време на Пандемия от COVID-19 в България Димитър Аргиров и Соня Чакърова излизат от рамките на фолклора и записват нова музика в различен стил: фолк метъл. Създават и нова рок група "Горяни". Първият сингъл - „Змейова тайна” излиза в края на месец септември 2021 г. На 19 ноември 2021 г. излиза първият дуетен фолклорен албум на Соня Чакърова и Димитър Аргиров "Душа гори, песен пее".
На 5 октомври 2025 г. Димитъp Apгиpoв и Coня Чaĸъpoвa издават втория си албум "Песенни следи". 

## Дискография
- 2018 - Айде, айде моме Стойне (Дует с Димитър Аргиров) – Сингъл
- 2018 - Шо ти са очи плакали – Сингъл
- 2021 – „Змейова тайна“ (сингъл), дует с Димитър Аргиров (група "Горяни")
- 2021 – „Душа гори, песен пее“ (CD, фолклор), дуетен албум с Димитър Аргиров
- 2025 – „Песенни следи“ (CD, фолклор), дуетен албум с Димитър Аргиров

## Видеография
- 2017 Пирински цветя – концерт в София – DVD (Участие в концертно DVD на Димитър Аргиров)

## Видеоклипове
- Снаха ти водя
- Иван Дойни дума
- Изгрела ми ясна звезда
- Каня се Куне
- Игра Оро
- Знаеш ли, мамо, помниш ли
- Защо ме мачиш, судбино
- Радо ле, грижо мамина
- Коя е мома бели трънки
- Айде, айде моме Стойне, дует с Димитър Аргиров
- Заспала е Янка, Яница, дует с Димитър Аргиров
- Андон иде, дует с Димитър Аргиров
- Лиляно моме, дует с Димитър Аргиров
- Убавото Стойне, дует с Димитър Аргиров
- Ой, девойко, дует с Димитър Аргиров
- А бре, Маноле, дует с Димитър Аргиров
- Дали знаеш, мила майко, дует с Димитър Аргиров
- Змейова тайна, дует с Димитър Аргиров (група "Горяни")
- Случка
- Пътуване
- Стани, запали Тинке,борина, дует с Димитър Аргиров
- Севдо, дует с Димитър Аргиров